# Марко Пласа
Марко Пласа (ісп. Marco Plaza, нар. 24 лютого 1982, Касабланка) — чилійський футболіст, що грав на позиції півзахисника. Виступав за низку чилійських клубів.

## Ігрова кар'єра
У професійному футболі Марко Пласа дебютував 2000 року виступами за команду «Евертон» (Вінья-дель-Мар), в якій грав до 2003 року. У другій половині 2003 року футболіст грав у клубі «Констітусьйон Унідо», а наступного року перейшов до клубу «Ньюбленсе».
У 2005 році Пласа став гравцем клубу «Депортес Іберія», а наступного року грав у складі команди «Лота Швагер». У другій половині 2007 року футболіст перейшов до клубу «Рейнджерс» (Талька), а в наступному році грав за клуб «Уніон Ла-Калера». У 2009 році півзахисник захищав кольори клубу «Депортес Меліпілья». З 2010 до 2011 року Пласа грав у складі клубу «Кокімбо Унідо», а в 2012 році перейшов до клубу «Депортес Іберія». У 2013—2014 роках футболіст грав у складі клубу «Депортес Меліпілья». У 2015 році Марко Пласа спочатку грав у клубі «Депортес Овальє», а пізніше перейшов до клубу «Мальєко Унідо», в якому й завершив виступи на футбольних полях у 2016 році.